# Short Songs
Short Songs es el sexto álbum de estudio de la banda canadiense de post-hardcore Silverstein. Fue lanzado el 7 de febrero de 2012 a través de Hopeless Records y fue producido por Jordan Valeriote. Este fue el ultimó álbum de la banda con el guitarrista Neil Boshart, quien dejó la banda a mediados de 2012.
El lanzamiento tiene una cantidad poco convencional de canciones, 22, aunque como sugiere su título, todas las canciones son cortas y en su mayoría duran menos de 90 segundos. Solo 11 de las canciones son originales, mientras que las otras 11 son versiones de canciones de bandas notables de punk, hardcore y screamo que influyeron en Silverstein, como Green Day, Orchid, Dead Kennedys, Gorilla Biscuits y NOFX.

## Lista de canciones
Todas las pistas 1 a 11 escritas por Silverstein. La letra de Shane Told, excepto "La Marsellesa", traducida de "La Marsellesa" de Claude Joseph Rouget de Lisle y "See Ya Bill" de Josh Bradford.
Lado 1:
1. "Sick as Your Secrets" – 1:08
2. "Sin & Redemption" – 1:09
3. "SOS" – 1:36
4. "Brookfield" – 1:30
5. "La Marseillaise" – 0:48
6. "World on Fire" – 1:24
7. "Sleep Around" – 1:19
8. "My Miserable Life" – 0:28
9. "Truth & Temptation" – 0:44
10. "One Last Dance" – 1:26
11. "See Ya Bill" – 0:06

Lado 2:
1. "Short Songs" (cover de Dead Kennedys) – 0:24
2. "236 E. Broadway" (cover de Gob) – 1:20
3. "Good Intentions" (cover de Gorilla Biscuits) – 0:26
4. "Destination: Blood!" (cover Orchid) – 1:08
5. "Coffee Mug" (cover de Descendents) – 0:33
6. "xOn Our Kneesx" (cover de The Swarm) – 0:24
7. "Scenes from Parisian Life" (cover de The Promise Ring) – 1:21
8. "It's My Job to Keep Punk Rock Elite" (cover de NOFX) – 1:24
9. "Quit Your Job" (cover de Chixdiggit) – 0:23
10. "The Ballad of Wilhelm Fink" (cover de Green Day) – 0:33
11. "You Gotta Stay Positive" (cover de Good Clean Fun) – 0:05

## Posicionamiento en lista
| Lista (2012)                          | Posición |
| ------------------------------------- | -------- |
| Estados Unidos (Independent Albums)   | 37       |
| Estados Unidos (Top Hard Rock Albums) | 15       |